# Plantes Medicinals de Köhler
Plantes Medicinals de Kohler (en alemany: Köhler's Medizinal-Pflanzen in naturgetreuen Abbildungen mit kurz erläuterndem Texte : Atlas zur Pharmacopoea germanica) és una obra alemanya en forma de guia sobre plantes medicinals publicada per Franz Eugen Köhler en tres volums l'any 1887. La va escriure Hermann Köhler i editada per Gustav Pabst. Conté 300 planxes de cromolitografia a plana sencera, il·lustrades per Walther Müller, C.F. Schmidt, i K. Gunther.
Koehler i Kohler són formes escrites del mateix cognom, Köhler.

## Exemple d'il·lustracions

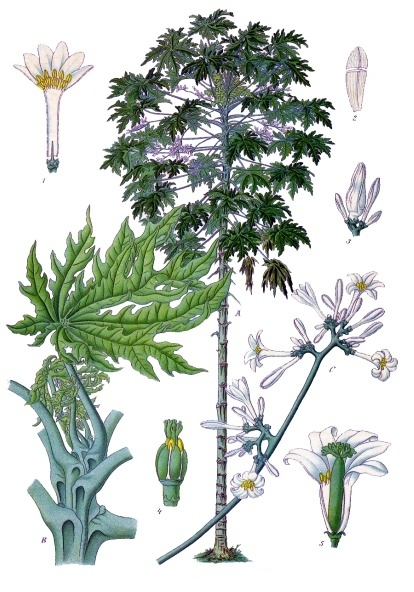
Carica papaya L. (whole plant, flowers)
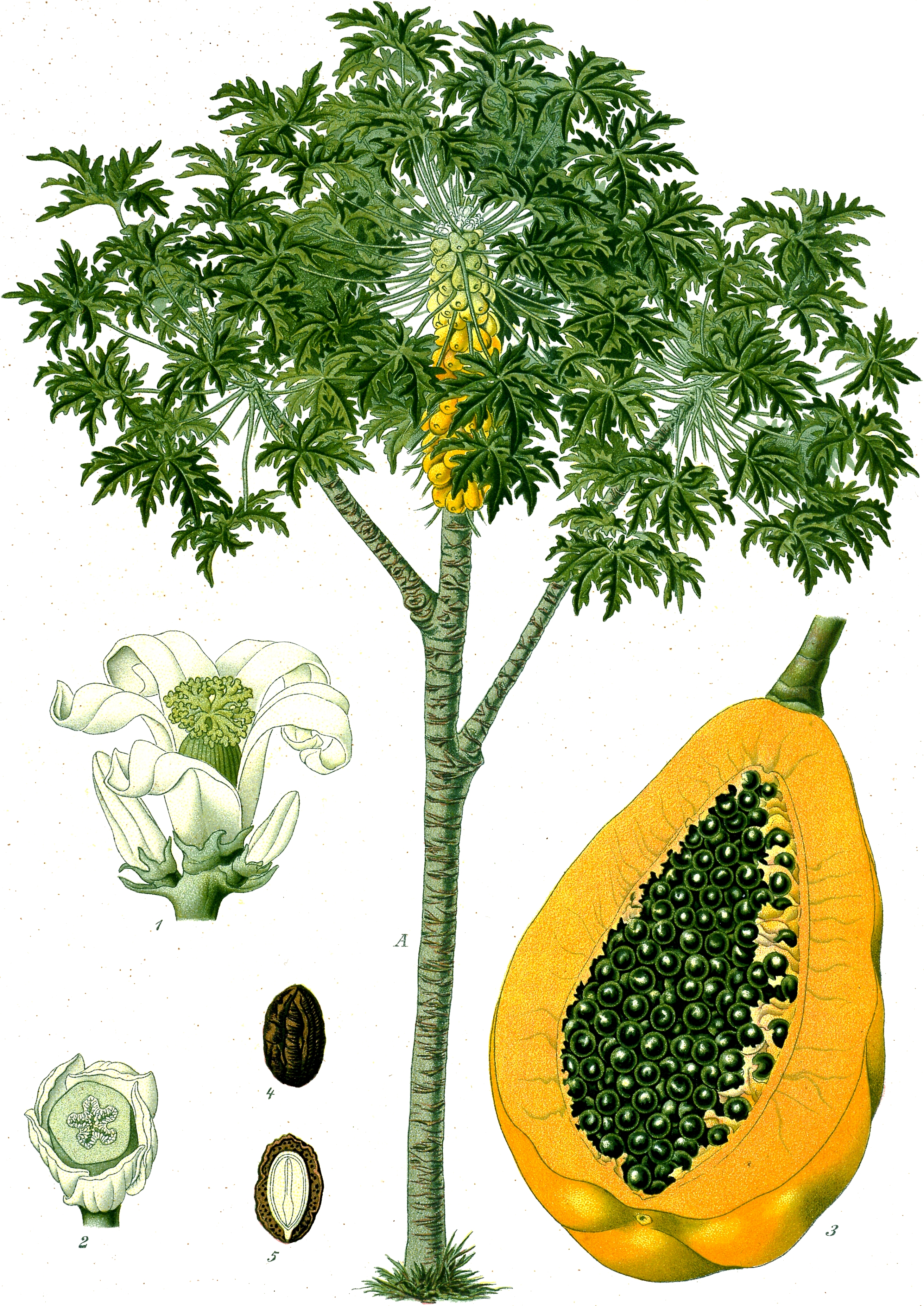
Carica papaya L. (whole plant, fruits)